# Helme församling
Helme församling (estniska: Helme kogudus) är en församling som tillhör Viljandi kontrakt inom den Estniska evangelisk-lutherska kyrkan.